# Kanak Jha
Kanak Jha (19 de junio de 2000) es un jugador de tenis de mesa estadounidense. Compitió en los Juegos Olímpicos de verano de 2016 en el evento individual masculino.
Fue el atleta estadounidense más joven en participar en los Juegos Olímpicos de 2016 y también es el primer estadounidense nacido en la década de 2000 en calificar para los Juegos Olímpicos. En 2018 hizo parte de la delegación estadounidense de los Juegos Olímpicos de la Juventud de Buenos Aires, donde obtuvo una medalla de bronce.
En septiembre de 2019, alcanzó el puesto número 22 en el mundo, el rango más alto en los Estados Unidos y Norteamérica. Su club local es el Champions Tennis Academy, en el que entrena cuando no está en un torneo o entrenando con el equipo nacional.